# シブガトゥッラー・ムジャッディディー
シブガトゥッラー・ムジャッディディー（صبغت الله مجددی、Sibghatullah Mojaddedi、1925年4月21日 - 2019年2月11日）は、アフガニスタンの政治家。アフガニスタン・イスラム国の臨時大統領、アフガニスタン・イスラム共和国の長老議会（上院）議長を歴任した。スィブガトゥッラーと表記されることもある。

## 概要
1925年4月21日、カーブル生まれ。ナクシュバンディー教団の指導者の子孫、ムジャッディディー氏族の長。
1944年、カーブルのマドラサを卒業し、カーブル大学で学んだ。1948年～1953年、エジプト、カイロのアル＝アズハル大学で学び、修士号を取得した。エジプトで、ムスリム同胞団と関係したため、1954年に国外追放された。
1954年、カーブルの各種学校で神学講師を務めた。1960年、アフガニスタンを訪問していたニキータ・フルシチョフに対する暗殺の準備で逮捕・起訴された。1964年、教職禁止を付加され釈放、国外に移住した。
1966年、アフガニスタンに帰国。1970年初め、カーブルで大規模デモを組織。1971年、ムハンマド・ウラマー協会（ジャミアート＝ウリ＝ウラマー・ムハンマディ）を創設。同年、アフガニスタンを離れ、パキスタン、後にアメリカに移住した。1977年から1979年2月まで、コペンハーゲンのモスク院長、イスラム・センター指導者。
1979年初め、アフガニスタン人民民主党政権によりムジャッディディー氏族21人が処刑された。同年3月、パキスタンに渡り、アフガニスタン救国民族戦線の指導者となる。3月12日、アフガニスタン人民民主党に対するジハードを呼びかけるファトワーを布告。5月、アメリカに渡り、軍事援助を要請。
1989年2月、ペシャーワルでの野党会議において、暫定政府大統領に選出。1992年4月24日、ペシャワールでのムジャーヒディーンの会議において、2ヶ月間の任期で暫定ムジャーヒディーン会議議長として承認。いわゆるジハード会議の議長。1992年4月28日から6月28日まで、アフガニスタン・イスラム国元首（大統領）代行。ブルハーヌッディーン・ラッバーニーに権力を委譲した後は、パキスタン、後にデンマークに出国。
ターリバーン政権に対して否定的だったが、定期的に交渉を行った。
2001年末、アフガニスタンに帰国。2003年12月15日、ロヤ・ジルガ議長。2005年、大統領附属和解委員会議長。
2005年12月、ハーミド・カルザイにより、長老議会（上院、メシュラーノ・ジルガ）議員に任命され、12月20日、上院議長に選出された。2011年には議員に再選。
2015年8月26日には新党・聖戦と国民政治評議会(The Council of Jihad and National Political Parties)を結成した。
2019年2月11日、カーブルの病院で93歳で死去。

## 人物
最初の妻（アフガニスタン人民民主党政治局員スレイマン・ラエクの妹）とは死別、再婚。7人の息子がいたが、1人は暗殺された。